# Slawia
Slawia (arab. صلاوية Ṣ(a)lāwiya) – wzmiankowany w źródłach arabskich (Al-Gaihani i Ibn Haukal) jeden z trzech, obok Kujaby i Arsanii, wschodniosłowiańskich ośrodków protopaństwowych na obszarze późniejszej Rusi, istniejących przed przybyciem Waregów.
Slawia identyfikowana jest powszechnie z okolicami Nowogrodu Wielkiego, nad którymi przejął później władzę Ruryk.